# Литовцы в Ирландии
Литовские ирландцы (лит. Lietuviai Airijoje, англ. Lithuanians in Ireland, ирл. Liotuánaigh in Éirinn) — граждане Ирландии литовского происхождения. Большинство иммигрантов прибыли из Литвы в Ирландию в 2000-х годах, когда ирландская экономика начала процветать. Согласно переписи населения 2011 года, в Ирландской Республике проживает 36 683 человека литовского происхождения. Примерно одна треть этих литовцев проживает в графстве Дублин.

## История
В начале XX века произошла некоторая иммиграция литовских евреев. Роберт Бриско, который занимал пост лорд-мэра Дублина в 1956—1957 и 1961—1962 годах, был сыном литовских еврейских иммигрантов в Ирландии. Напротив, нынешняя иммиграция состоит из литовцев-католиков, поскольку в 2000 году в Литве было мало евреев.
В 1935 году Феликсас Вайткус, шестой человек совершил успешный перелет над Атлантическим океаном на одноместном самолёте с одним двигателем, приземлившись в Ирландии. Вайткус совершил свой трансатлантический перелет на самолёте Lituanica II. Вайткусу пришлось бороться с наихудшими погодными условиями, и ему значительно помогли ежечасные передачи ирландской радиостанции. Он узнал, что Дублин окутан туманом, как и все районы, идущие на восток вплоть до Балтийского моря. Он знал, что не сможет добраться до Каунаса из-за низкого запаса топлива, и, измученный после 23-часовой борьбы со стихией, счел за лучшее приземлиться где-нибудь в Ирландии. Он заметил открытое поле в Баллинробе, графство Мейо, и упал, при этом самолёт получил серьёзные повреждения. Ему повезло, что он выжил и не получил серьёзных травм. Lituanica II была отправлена в Литву, где её отреставрировали. Вайткус добрался до Каунаса на корабле и поезде, где его встретили как героя.

## Организации

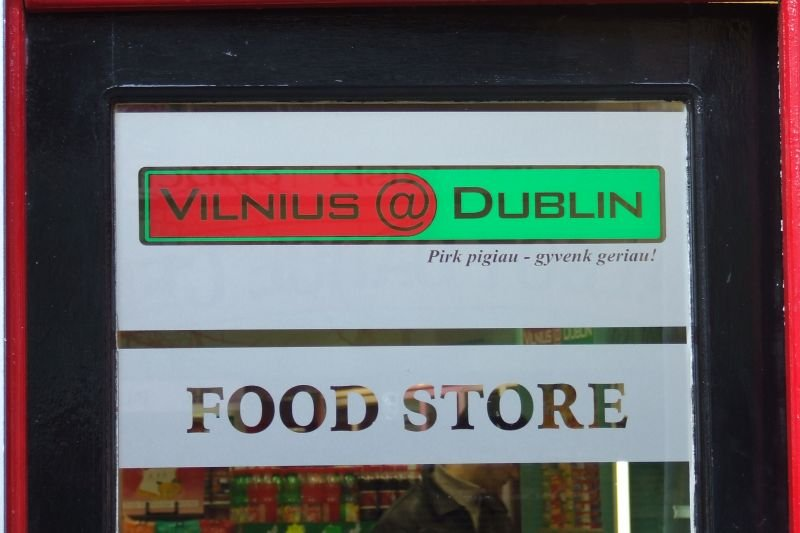
Вывеска в магазине в Дублине. Текст на литовском языке гласит: «Покупай дешевле, живи лучше».

Литовская ассоциация в Ирландии с ограниченной ответственностью, официально зарегистрированная в январе 2005 года, действует с 1999 года. Ассоциация организует литовские концерты и другие мероприятия в Дублине, Корке, Монагане и Портлауазе, управляет восемью детскими литовскими школами «выходного дня» в Дублине, Корке, Дандолке, Голуэе, ведет список рассылки lithuaniansinireland, насчитывающий более 700 членов, публикует информацию для литовцев в Ирландии на веб-сайте  и организует ежемесячные встречи литовцев по Ирландии. Сайт «Saloje» (c лит. «На острове») , имеет около 5000 читателей, а еженедельник Lietuvis (литовский)  — самые популярные местные газеты среди литовской общины.